# Associação Desportiva Instituto Estadual de Educação (basquete)
A Associação Desportiva Instituto Estadual de Educação, conhecido também como ADIEE, é uma equipe de basquetebol da cidade de Florianópolis, Santa Catarina que disputa o campeonato catarinense.

## Ginásio
A equipe manda seus jogos no Ginásio Rozendo Lima que comporta aproximadamente 2.000. 

## Desempenho por temporadas
| Temporada | Nível | Estadual    | Pos. | Pós Temporada     | TR  | PL  | Nacional | Nacional |
| --------- | ----- | ----------- | ---- | ----------------- | --- | --- | -------- | -------- |
| 2014      | 1     | Catarinense | 8º   | Primeira Fase     | 3-5 | -   | –        | –        |
| 2015      | 1     | Catarinense | 8º   | Primeira Fase     | 2-6 | -   | –        | –        |
| 2016      | 1     | Catarinense | 10º  | Primeira Fase     | 2-8 | -   | –        | –        |
| 2017      | 1     | Catarinense | 3º   | Quartas de Finais | 5-3 | 0-2 | -        | -        |